# Каштан (поїзд № 26/25)
«Кашта́н» — колишній нічний швидкий поїзд № 26/25 з групою фірмових вагонів 2-го класу Південно-Західної залізниці сполученням Київ — Кисловодськ. Протяжність маршруту складала — 2312 км.

## Історія
Потяг курсував під іменною назвою «Каштан», але незабаром потягу скасували цю назву.
З 28 травня 2012 року потяг курсував через станцію Ростов-Головний, замість станції Первомайської.
28 червня 2014 року, через аварію вантажного потяга на станції Хлистунівка, потягу змінено маршрут руху через станції Черкаси та Гребінка.
З 31 липня 2014 року, через війну на сході України, потяг курсував територією України через станції Синельникове II, Павлоград I, Лозова, Харків-Пасажирський, Куп'янськ-Вузловий, Тополі, Валуйки. Аналогічно з потягом № 18/17 сполученням Київ — Адлер.
З 2015 року потяг остаточно скасований.

## Інформація про курсування
Потяг курсував цілий рік. На маршруті руху зупинявся на 25 проміжних станціях.
| Розклад руху потяга № 26/25 «Каштан» (до 2015 року) | Розклад руху потяга № 26/25 «Каштан» (до 2015 року) | Розклад руху потяга № 26/25 «Каштан» (до 2015 року) | Розклад руху потяга № 26/25 «Каштан» (до 2015 року) | Розклад руху потяга № 26/25 «Каштан» (до 2015 року) |
| Час прибуття                                        | Час відправлення                                    | Станція                                             | Час прибуття                                        | Час відправлення                                    |
| --------------------------------------------------- | --------------------------------------------------- | --------------------------------------------------- | --------------------------------------------------- | --------------------------------------------------- |
| —                                                   | 03:10                                               | Київ-Пасажирський                                   | 04:48                                               | —                                                   |
| 05:28                                               | —                                                   | Кисловодськ                                         | —                                                   | 11:23                                               |

## Склад потяга
Потяг формувався у вагонному депо ЛВЧД-1 Київ-Пасажирський і до 2015 року (рік скасування потяга) курсував у спільному обороті з потягом № 18/17 «Чорноморський Кавказ» сполученням Київ — Адлер.
Потяг складався з 15 фірмових вагонів різних класів комфортності:
- 4 плацкартних;
- 10 купейних;
- 1 Вагон класу Люкс.

Нумерація вагонів при відправленні від Києва та прибутті з Кисловодська — зі східної сторони вокзалу.

## Вагони безпересадкового сполучення
У складі поїзда курсували декілька вагонів безпересадкового сполучення за маршрутами:
- Дніпро — Кисловодськ